# Rue Charles-V
La rue Charles-V est une voie du 4e arrondissement de Paris.

## Situation et accès
La rue Charles-V est une voie publique située dans le 4e arrondissement de Paris. Elle débute au 17, rue du Petit-Musc et se termine au 18, rue Saint-Paul.
Le quartier est desservi par la ligne 7 à la station Sully - Morland et par les lignes 1, 5 et 8 à la station Bastille.

## Origine du nom
Elle porte le nom du roi de France Charles V.

Plaques de la rue Charles V
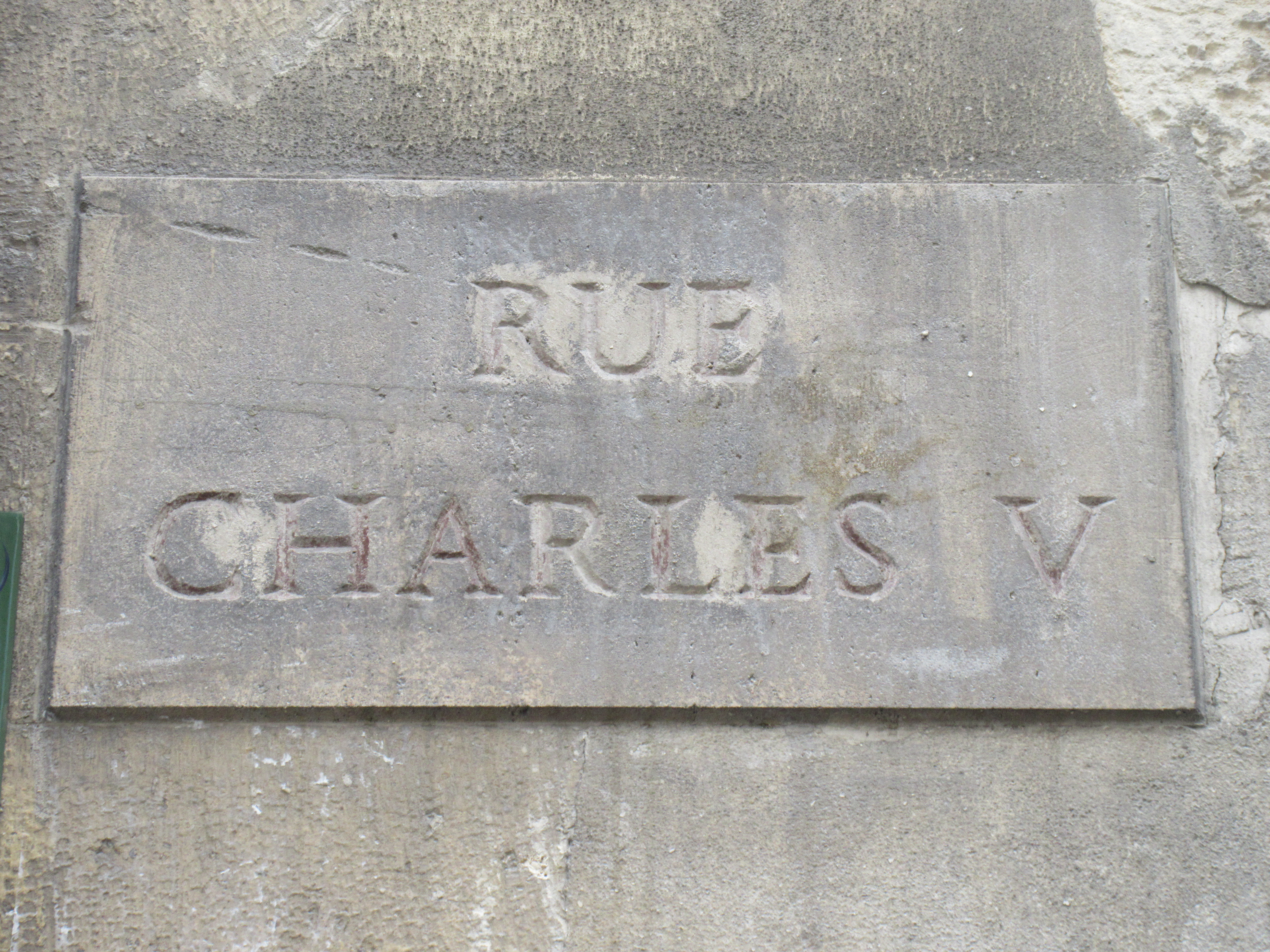
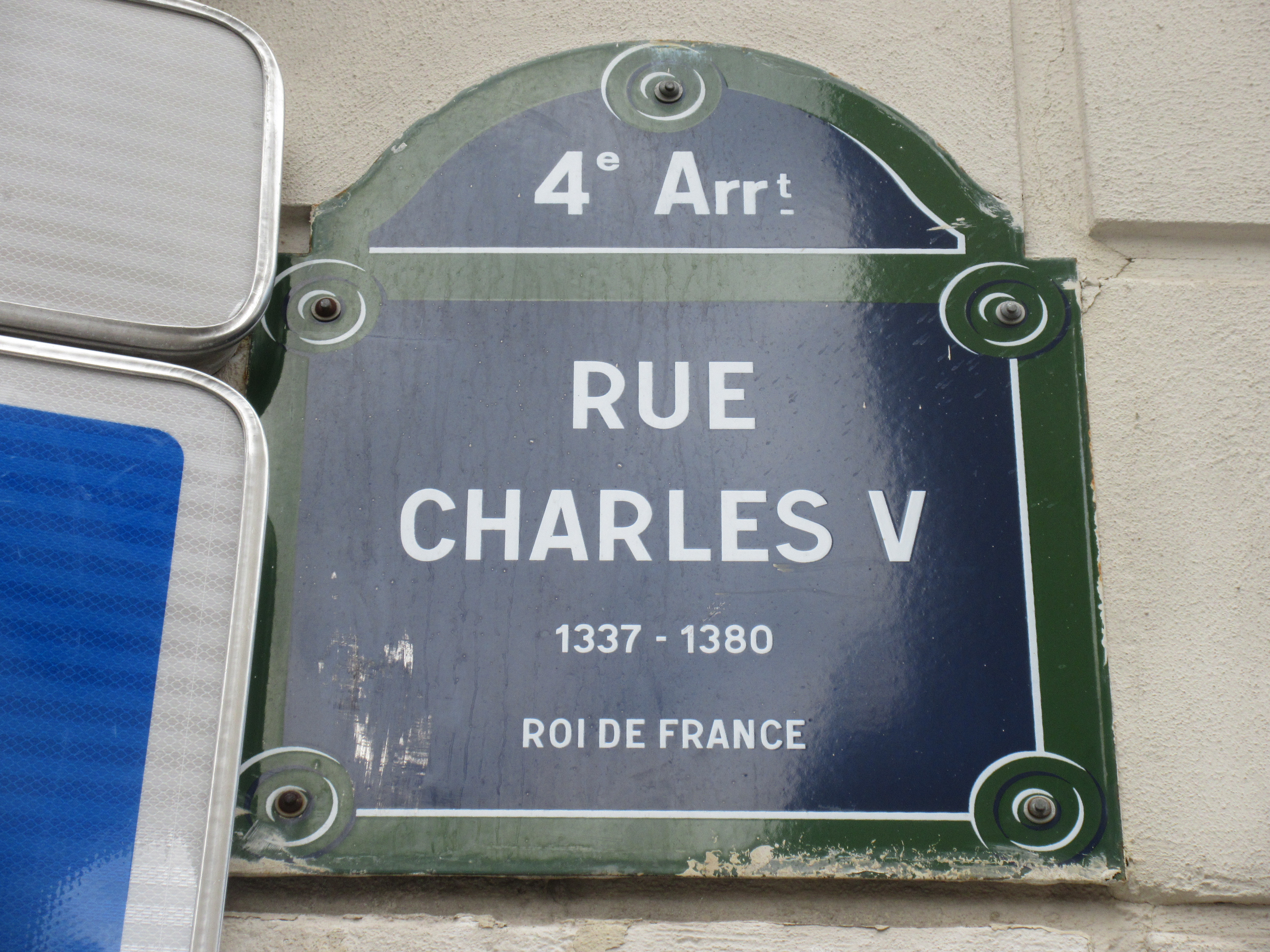

## Historique

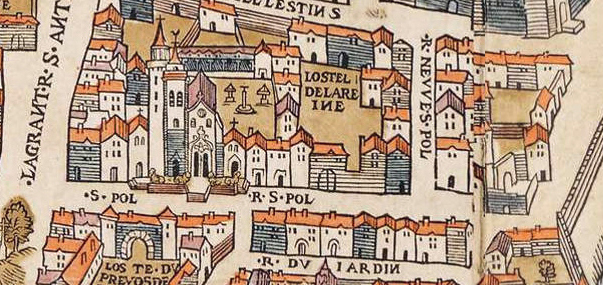
La « rue Neuve Saint-Paul », perpendiculaire à la rue S.POL, sur le plan de Truschet et Hoyau (vers 1550).

La rue a été percée à l'emplacement de l'hôtel de la Reine ou hôtel du comte d'Étampes lors du lotissement de l'ancien hôtel Saint-Paul vers  1544 sous le nom  de « rue Neuve Saint-Paul ».
Elle est citée sous ce nom de « rue Neufve-Saint-Paul » dans un manuscrit de 1636 où le procès-verbal de visite indique qu'elle est « trouvée orde, salle et pleine de boues et immundices ».
Un décret du 24 août 1864 lui donne le nom de « Charles-V ».
La partie est de la rue Charles-V correspond à l'ancienne rue des Trois-Pistolets.
En 1881, une pétition des habitants des rues Beautreillis, Charles-V, Lions-Saint-Paul et du Petit-Musc est adressée à la ville de Paris, pour se plaindre que ces voies soient dépourvues d’eau potable et réclamer l’ouverture d’une fontaine publique.
Le 23 mars 1918, durant la première Guerre mondiale, un obus lancé par la Grosse Bertha explose au no 15 rue Charles-V.
Le 12 avril 1918, le no 9 rue Charles-V est touché lors d'un raid effectué par des avions allemands.

## Bâtiments remarquables et lieux de mémoire
- No 2 : maison  Inscrit MH (1926) (mascaron et balcon)[4]. Un cabaret de mauvaise réputation s'y tenait qui était fréquenté par Robespierre[5]. Porte Régence surmontée d'un mascaron, élégant balcon Régence.

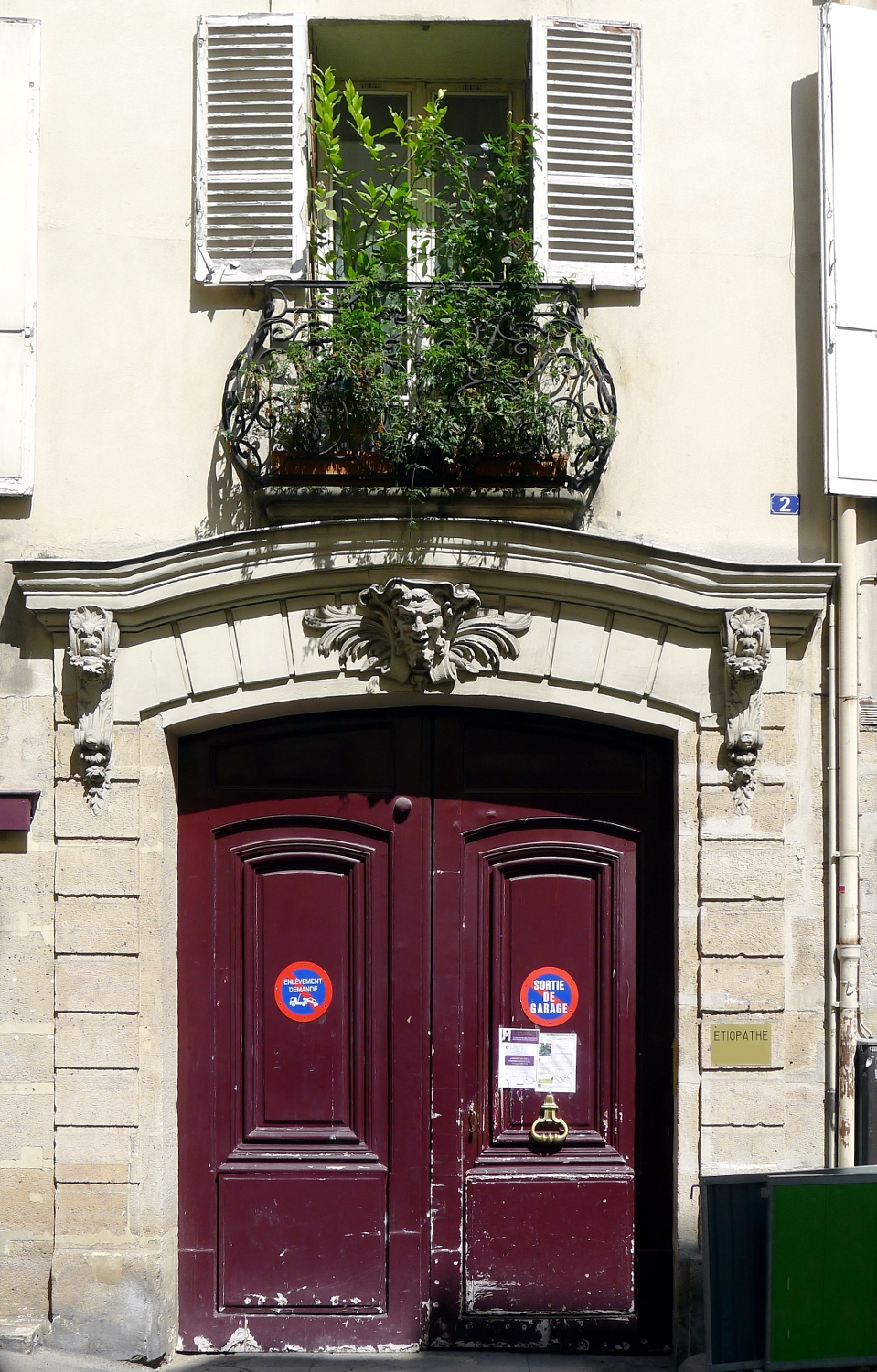
No 2 : maison (inscrite MH).
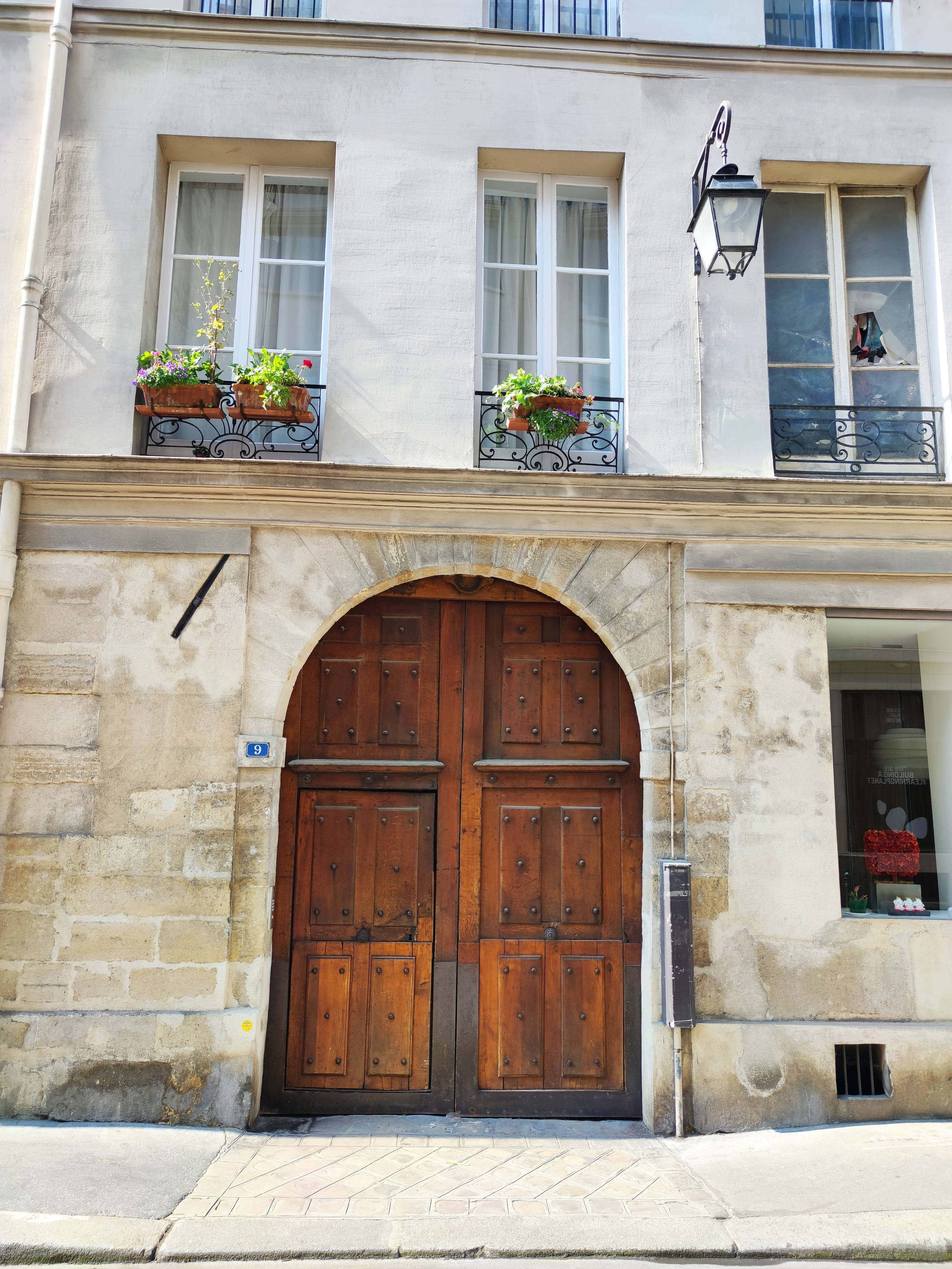
No 9 : porte cloutée.

- No 5 : maison du XVIe siècle.
- No 10 : ancien hôtel de Maillé du XVIIe siècle. Après avoir longtemps abrité un entrepôt de l'entreprise Alfa-Laval (robinetterie technique)[6], l'immeuble du 8-10 rue Charles V a été pendant plusieurs décennies une annexe de l'Université Paris VII, l'institut Charles V département d'études anglophones de Paris VII[7]
- No 12 : ancien hôtel d'Aubray ou hôtel de Brinvilliers inscrit MH, édifié en 1547 qui appartint vers 1620 à Balthazar Gobelin, président à la Chambre des comptes. Son fils Antoine, marquis de Brinvilliers, épouse en 1651 Marie-Madeleine d'Aubray, qui deviendra la célèbre empoisonneuse, décapitée en 1676.

- No 14 : école d'art dramatique Périmony fondée en 1961[8].
- No 15 : hôtel de 1642 ; belle porte cochère, mascaron d'un homme tirant la langue[9].

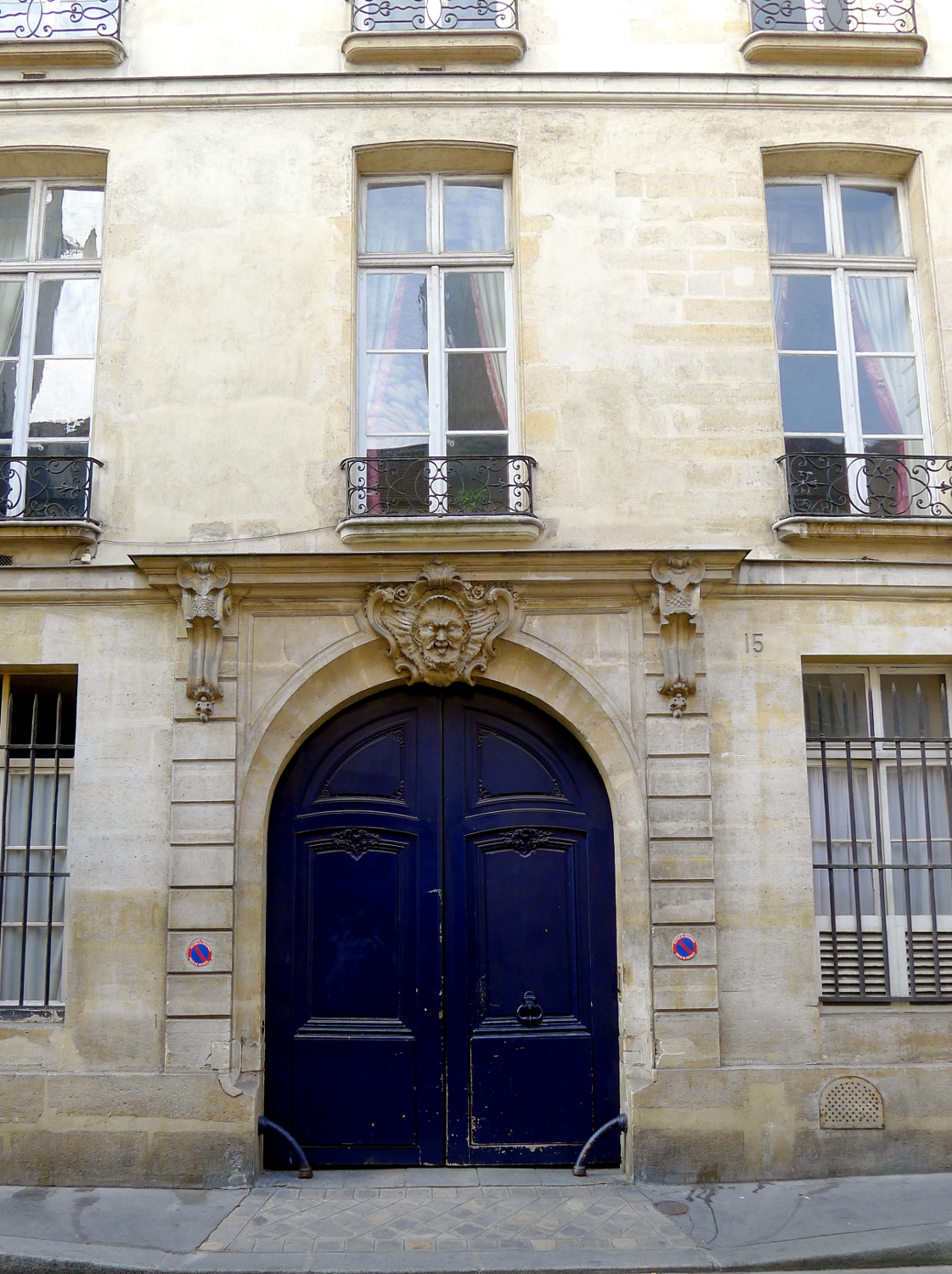
No 15 : immeuble.
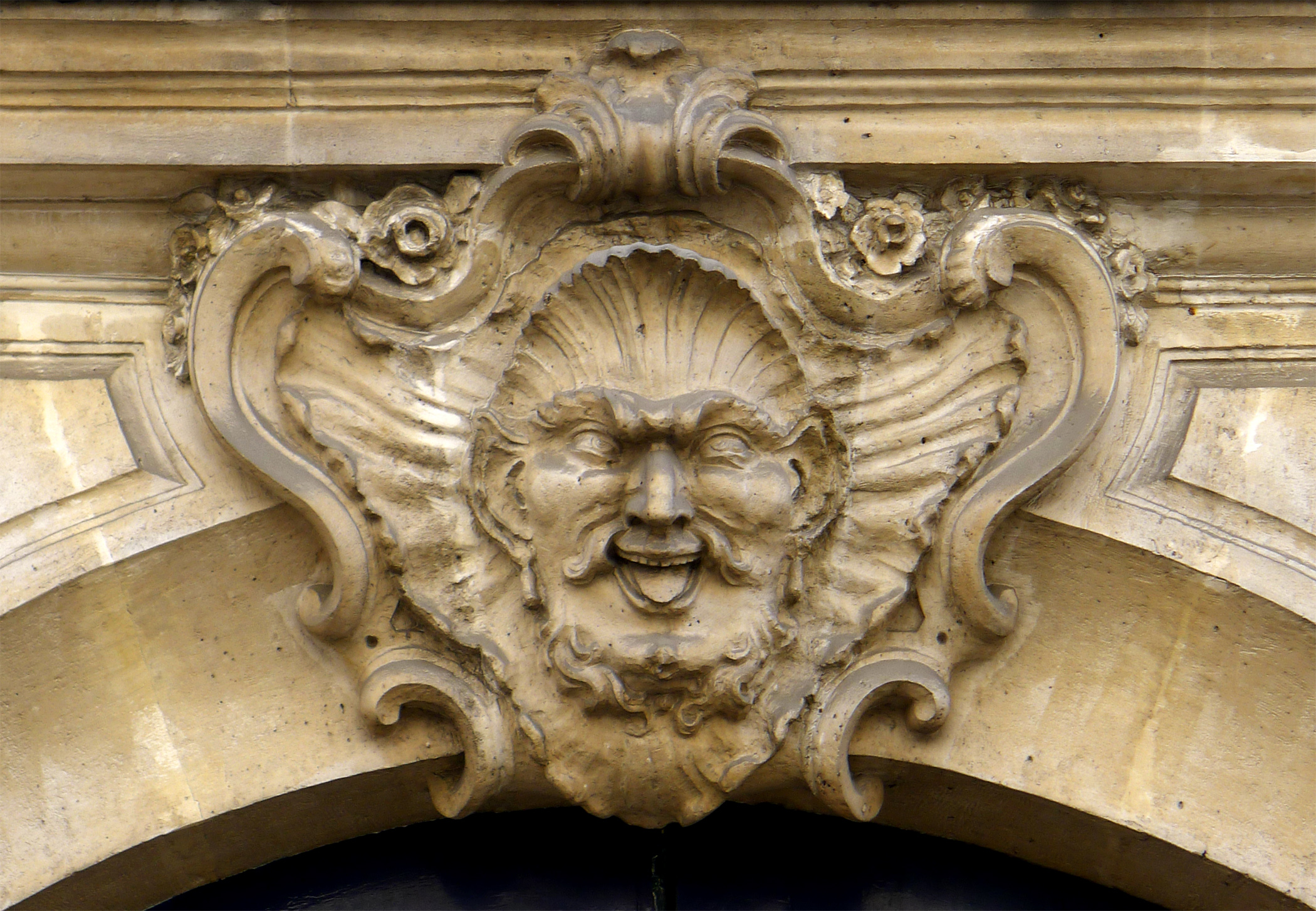

- No 19 : ici demeuraient en 1885 le peintre Adrien Adolphe Bonnefoy et Léonie Bonnefoy-Mesnil[10].
- No 23 : maison à élégantes ferronneries, portail Régence.